# WABCO 3200
Der WABCO 3200 ist ein Großmuldenkipper des US-amerikanischen Baumaschinenherstellers WABCO Vehicle Control Systems aus den 1970er-Jahren.

## Entwicklungsgeschichte
Der WABCO 3200 ist von den Abmessungen und von der Nutzlast her der größte Muldenkipper der Haulpak-Reihe von WABCO, dessen Prototyp im Jahr 1970 fertiggestellt wurde. Dieser konnte in seiner Mulde Material von bis zu 181 Tonnen (200 short tons) transportieren und war damit der damals leistungsstärkste Muldenkipper überhaupt. Die Serienfertigung begann 1971, wurde aber im Jahr 1974 auf das verbesserte Modell WABCO 3200B umgestellt, welcher mit dem gleichen Motor eine Nutzlast von 227 Tonnen (250 short tons) hatte. Die Produktion wurde Anfang der 1980er-Jahre eingestellt, nachdem circa 48 Fahrzeuge hergestellt wurden.

## Technik
Die beiden doppelt bereiften Hinterachsen des dreiachsigen WABCO 3200 wurden durch elektrische Fahrmotoren angetrieben. Die Leistung bezieht er aus einem turboaufgeladenen V12-Viertakt-Dieselmotor mit 126,8 Liter Hubraum des Typs 12-645-E4 von GM, der ursprünglich für Diesellokomotiven konzipiert wurde. Der Motor hat 12 Zylinder und erbringt bei 900 Umdrehungen pro Minute eine Leistung von 2000 hp (1491 kW). Das maximale Drehmoment beträgt 11671 lbf·ft (15,8 kN·m). Das Modell 3200B wurde ab 1976 mit einem Motor von 2250 hp (1678 kW) ausgerüstet. Die Fahrmotoren (jeweils einer je Hinterachse) hatten eine Leistung von jeweils 1125 hp (839 kW).
Der WABCO 3200 hatte einen dieselelektrischen Antrieb, der Schaltgetriebe und Kupplung überflüssig machte, wodurch insbesondere der Wartungsaufwand reduziert werden konnte. Der Dieselmotor treibt hierbei einen Drehstromgenerator an, der die elektrische Energie für die Elektromotoren an den Achsen bereitstellt. An jeder Hinterachse befindet sich einer dieser Elektromotoren, der ein übersetztes Planetengetriebe an den Rädern antreibt.
Das Fahrerhaus befindet sich über dem linken Vorderrad und kann mithilfe einer Leiter vorne am Fahrzeug erreicht werden. Die Kippmulde kann mit zwei Hydraulikzylindern aus der Waagerechten in die Kippstellung gebracht werden.